# Додеканез
Додеканез или Додекани (грч. Δωδεκάνησα) су острвље у југоисточном крају Егејског мора, веома удаљени од обале грчког копна ка југоистоку, а у близини источне (турске) обале Егеја. Острва Додеканеза су сва у оквиру државе Грчке и сва су била устројена у оквиру једне управне јединице — Префектуре Додеканез, која је припадала Периферији Јужни Егеј. Управно средиште префектуре био је највећи град острвља Додеканез и целе Периферији Јужни Егеј, град Родос на Родосу. Од 2011. године дата префектура је подељена на 5 округа.
Додеканез чини велики број острва — око 160, од чега је велики број мали и ненасељен (око 80%). Најзападнија и најизвођенија острва су Западни Мали Додеканез. Великих острва је 12 и то су:
| - Астипалеа - Калимнос - Карпатос - Касос - Кос - Лерос | - Мегисти — једини смештен у Средоземном мору - Нисирос - Патмос - Родос - Сими - Тилос |

## Порекло имена
Реч „Додеканез“ је настала спајањем две грчке речи — „дванаест“ и „острво“ и у преводу значи „дванаест острва“, а значање одговара постојању 12 великих острва у овој скупини.

## Природне одлике
Додеканез су острвље у југозападном делу Егејског мора, далеко југоисточно од обале грчког копна, а у близини већег острва источне обале Егејском мора, данашњег егејског дела Турске. Истоимена префектура је једна од острвских префектура у Грчкој.
Сва острва су планинска, често каменита и сушна.
Клима на Додеканезу је средоземна. Острва спадају у сушнији део Грчке, где су лета дуга и жарка, без већих падавина, док су зиме благе. Богатство подземних вода зависи од близине копна, па су острва ближа копну (Малој Азији) богатија водом и погоднија за живот, док се на другим, удаљенијим од копна, осећа све велики недостатак воде.
Биљни и животињски свет је онај типичан за Средоземље. Због ограничене доступности воде, доминира узгајање маслине и винове лозе. У наводњаваним подручјима гаје се и агруми и дуван.

## Историја
Додеканез је прво важно раздобље доба касне праисторије, када се на острвима јавља утицај Критске цивилизације. После пропасти ове цивилизације на острвима се насељавају Дорци и острва остају позната по овом грчком племену током целе антике.
Током старе Грчке Додеканез је био организован у низ малих, али важних полиса. Сви они су били привремено окупирани током Грчко-персијских ратова, а затим су пали под утицај античке Атине (тзв. Делски савез). Крајем раздобља старе Грчке почиње развој Родоса, који ће потом бити један од најважнијих средишта хеленистичке културе.
Острвље 164. године пада под стари Рим, а затим долази под окриље Византије. 1204. г. после освајања Цариграда од стране Крсташа Додеканез остаје у рукама византинаца у оквиру Никејског царства, али слабљењем Византије већ почетком 13. века Родос и блиска острва потпадају под власт Запада (1308), тачније витеза Малтешког реда, под којима остају дуго, до краја 16. века.
Нови господар Додеканеза било је османско царство од 1522. године Власт османлија због посебног положаја Додеканеза није била претерано крута и имала је особине месне аутономије (пореске олакшице, ограничена управна и судска аутономија). Постојање аутономије и велика повезаност, пословна умешност и спрегнутост месних трговаца са влашћу у османском царству били су главни чиниоци невеликог учествовања месног становништва у Грчком устанку 20их година 19. века, што је острва спасило већег разарања, али и допринело дугој османској владавини над Додеканезом. Може се чак рећи и да је 19. век донео многе благодети становништву Додеканеза, који је тада био један од најбогатијих делова османског царства.
1912. године Додеканез су окупирали Италијани и у њиховим рукама остао је до 1945. г., краја Другог светског рата. Током овог раздобља вршена је италијанизација, што је допринело масовном исељавању и пропадању привреде. После повраћаја острвља у састав Грчке овај процес је заустављен, пре свега захваљујући развоју туризма.

## Становништво
Додеканез као важна туристичка област у Грчкој имају висок раст становништва, чиме се полако поправља демографско стање направљено у првој половини 20. века, када се велики број острвљана одселио на копно (највише у Атину) или у иностранство. Доминира градско становништво. На Родосу живи више од 60% становништва.

## Привреда
Данас Додеканез спада у најпривлачнија туристичка одредишта на Средоземљу, а нека су постала статусни симболи (Родос, Кос). Због тога туризам последњих деценија чини најважнију привредну делатност.
Традиционално поморство је и даље је раздвојено, али се све више окреће ка потребама туриста. Слично је и са традиционалним занатима, који су све више везани за израду сувенира.
Због ограничене доступности воде пољопривреда никада није била важнија од поморства, али је узгајање маслине и винове лозе било и остало традиционално. У наводњаваним подручјима гаје се и агруми и дуван.